# 孔覬
孔覬（416年—466年3月24日），字思遠，會稽山陰人。南朝宋政治人物，太常孔琳之孫。為人儉約，宋明帝即位後起兵反對明帝，支持劉子勛政權，終失敗被殺。

## 生平
孔覬年輕時就梗直有風骨，以辨明是非為己任，雖然口吃但愛讀書，很早就知名。孔覬初獲舉為揚州秀才，補為揚州主簿，後歷任長沙王劉義欣的鎮軍功曹、衡陽王劉義季的安西主簿、安西戶曹參軍兼南義陽太守。及後義季打算讓他改署記室參軍，然而孔覬一直奉牋辭讓，力陳自己沒有擔當記室重任的能力，義季駁不倒他，就打消計劃。孔覬後獲召為通直郎，歷轉太子中舍人、建平王友、祕書丞、隨王劉誕的安東諮議參軍兼領記室、黃門侍郎及建平王劉宏的中軍長史。後再任黃門侍郎，又轉臨海太守。
晉朝時，散騎常侍一職所選的人都是很有聲望的人，和侍中一樣嚴格，不過後來由於職責閒散，用人標準就下降了。孝建三年（456年），孝武帝想將散騎常侍的選任標準提高，遂下詔要求「簡授時良，永置清轍」，吏部尚書顏竣就推舉了孔覬及王景文出任此職。孔覬又兼領本州大中正。
大明元年（457年），孔覬調任太子中庶子，領翊軍校尉。後又歷祕書監、廷尉卿及御史中丞。大明六年（462年），轉任尋陽王劉子房的冠軍長史，加寧朔將軍，行淮南、宣城二郡事。同年又改為安陸王劉子綏的冠軍長史、江夏內史，後又隨府轉為後軍長史。大明八年（464年），孔覬受召為司徒左長史。永光元年（465年）轉江夏王劉義恭的太宰長史，同年又外鎮會稽郡，為尋陽王劉子房的右軍長史，加輔國將軍，行會稽事。
同年年末，宋前廢帝被壽寂之所殺，眾推湘東王劉彧即位，即宋明帝。宋明帝後召孔覬為太子詹事，但當時全國大部分州郡都不支持明帝的政權，而支持在尋陽的江州刺史晉安王劉子勛；為此，明帝加派都水使者孔璪東來慰勞。孔璪到會稽後，游說孔覬支持子勛，認為南北地方皆起兵且建康的資源早已為前廢帝耗盡，以孔覬所行會稽五郡軍事的兵力加上三吳力量，肯定能取勝。孔覬同意，於是起兵馳檄，並寫信將孔覬在都的兒子孔長公及孔璪的兩個兒子都召回來。吳郡太守顧琛、吳興太守王曇生、義興太守劉延熙、晉陵太守袁標，甚至是原本代替孔覬的庾業都起兵對抗明帝。
孔覬派了孫曇瓘等軍到晉陵九里駐守，和明帝所派沈懷明、張永等軍相持。不過明帝所派的吳喜等軍先破永世縣，接著再在泰始二年（466年）二月一日（3月3日）攻下劉延熙守的義興郡城，孔叡及守長塘湖口的庾業都出逃，很多敗眾都逃到晉陵，重挫晉陵軍心。時晉陵軍立了五城，但程捍宗所守的一城仍未穩固，明帝軍中王道隆看準這機會領兵急襲，不久就攻滅捍宗，接著軍主劉亮直攻城間連柵，守軍逼於塘道狹窄，難以抵抗，眾軍遂跟著劉亮進攻，乘勝將兩城攻下，袁標及孫曇瓘雖領兵抗擊，但士氣敗壞之下還被積射將軍江方興所率的勇士射擊，只得戰敗逃走。再到二月四日（3月6日），蕭道成急攻晉陵軍，孫曇瓘等軍潰敗，袁標面對進攻的大軍只有逃走，晉陵失陷。另一方面，吳喜逼近吳興，王曇生及孔璪知其接近竟棄城逃奔錢塘縣，吳喜遂順利接收吳興郡城，並派軍主沈思仁及吳係公追孔璪等。而任農夫及陸攸之又進逼吳郡，顧琛見晉陵已失，從吳興來的追軍又快到，被逼出奔會稽。四郡被平定後，明帝雖然削減了東進的兵力以應付其他戰線，但吳喜所領的東進軍隊仍先後攻下錢唐、諸暨兩縣，接著更在漁浦擊敗孔叡軍，各軍遂南渡錢唐江進逼會稽，西陵諸軍於是望風潰散，庾業、顧法直及吳恭都被殺。會稽郡中因大軍將至而逃亡的人多得孔覬也無法控制，至二月二十日（3月22日），上虞令王晏起兵進攻邵城，孔覬根本不知可以做甚麼，就在這晚帶著千多人聲稱出討，實則是到石瀃用事前準備好的船出奔，但竟遇上大退潮而無法走，眾人於是都走盡，孔覬只能乘門生準備的小船躲到嵴山村。二十二日（3月24日），孔覬被村民縛送到已控制會稽的王晏處，王晏向他表示這事罪魁禍首是孔璪，和他無關，如果他寫一篇自首文，會代為交給皇帝；不過孔覬卻答稱江東之事全都是自己決定的，將罪行推給別人以求活命，只是王晏這種人會做的事。王晏於是在東閤外處斬孔覬，享年五十一歲，孔覬臨死前只求喝酒，稱是平生所好。

## 性格特徵
- 孔覬為人愛喝酒，任官時就可以因酒醉而整日都酒醉不醒，和同僚們相處常有輕慢之處，而且他也不肯假意奉承權貴，故眾人都對他又怕又恨。在其於大明六年擔任冠軍長史及其後轉後軍長史期間，典籤問孔覬事時孔覬不叫他則他不敢來，不命他走他不敢走的情況。然而他通曉政事，雖然酒醒日子少，但醒時做的決定都未有争议，眾人都說：「孔公一月二十九日醉，勝他人二十九日醒也。」連帶孝武帝引見他時也要先搞清楚他那時是醉是醒。
- 孔覬為人儉樸，而且不營產業，家中常常貧乏，也從不關心家中豐儉，論儉約就與同時的顧覬之並稱。相反，孔覬弟弟孔道存及堂弟孔徽就營立了很多產業，有一次二人請假東還，孔覬前去迎接，二人帶著十多船的綿絹紙蓆。孔覬見著假裝很高興，還稱很需要這些，但當這些東西被卸上岸後，孔覬卻板起面責難他們身為士族，墮落到東還做商人，於是命人將這些東西全部燒掉，看著東西盡毀才離去。孔覬任御史中丞時，上一任的庾徽之衣服和玩物都很豪華美麗，與孔覬有強烈對比，時都由三吳富人所出任的蘭臺令史們都輕視他，但面對孔覬的神態都不敢有任何行動。孔覬自郢州入朝為司徒左長史後，孔道存知道東方遇旱，特地自郢州派官員押送五百斛米給他，但孔覬不肯接受，命官吏運返郢州，但官吏稱自古以來沒有運米西上的事，並請求在高米價的建康將米售出，但孔覬拒絕，官吏只好運回去。

## 延伸阅读
[在维基数据编辑]
 《宋書/卷84》，出自沈约《宋书》